# Zoza
Zoza ist eine französische Gemeinde mit 66 Einwohnern (Stand: 1. Januar 2022) im Département Corse-du-Sud in der Region Korsika. Sie gehört zum Arrondissement Sartène und zum Gemeindeverband L’Alta Rocca.

## Geografie

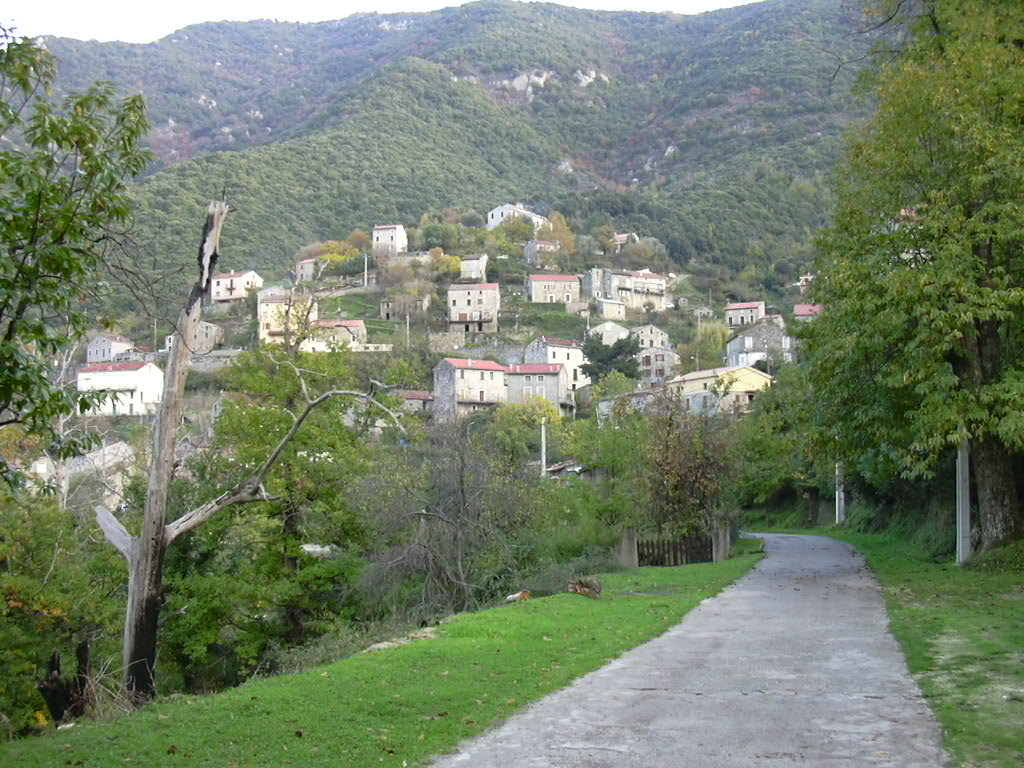
Östlicher Ortseingang

Die Gemeinde Zoza liegt auf 210 m über Meereshöhe, etwa 20 Kilometer ostnordöstlich der Hafenstadt Propriano in den Bergen der Insel Korsika im Südwesten des Regionalen Naturparks Korsika. Umgeben wird Zoza von den Nachbargemeinden Zérubia im Norden, Serra-di-Scopamène im Nordosten, San-Gavino-di-Carbini im Osten (Berührungspunkt), Altagène im Süden, Sainte-Lucie-de-Tallano und Loreto-di-Tallano im Südwesten sowie Cargiaca im Westen. Das 5,05 km² umfassende Gemeindegebiet ist fast vollständig bewaldet. Durch Zoza fließt von Nordosten nach Südwesten der Rizzanese. Vom Rizzanesetal steigt das Gelände steil an und erreicht im Osten der Gemeinde Höhen von über 700 m über dem Meer (Punta Tighiarella 760 m, Monte Grossu 802 m).

## Bevölkerungsentwicklung
| Jahr      | 1962 | 1968 | 1975 | 1982 | 1990 | 1999 | 2006 | 2015 | 2022 |
| Einwohner | 117  | 84   | 80   | 67   | 55   | 51   | 62   | 53   | 66   |

Im Jahr 1896 wurde mit 286 Bewohnern die bisher höchste Einwohnerzahl ermittelt. Die Zahlen basieren auf den Daten von cassini.ehess und INSEE.

## Sehenswürdigkeiten
- Brücken über den Rizzanese (Ponte Vecchiu und Ponte Novu)
- Pfarrkirche St. Margarita (Église Sainte-Marguerite)

## Infrastruktur
Zoza liegt abgelegen im Inselinneren Korsikas. Eine schmale Stra9e führt nach Süden und über die Hauptstraße D 268 in die kleinen Städte Propriano und Sartène.

## Belege
1. ↑  Zoza auf cassini.ehess
2. ↑  Zoza auf INSEE